# Chabarovsk

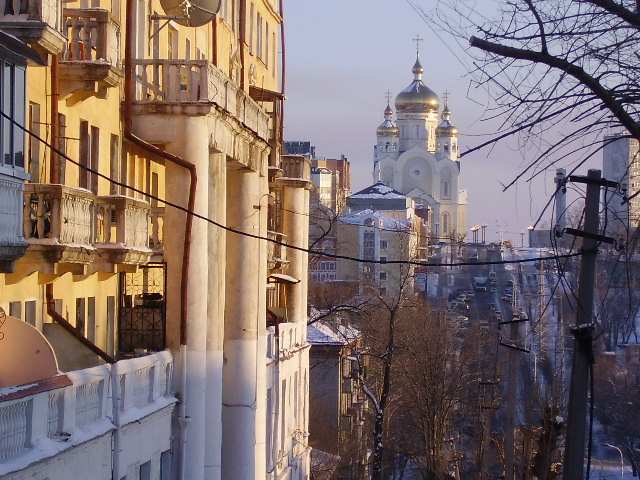
Vista su ulica Turgeneva, sullo sfondo la cattedrale della Trasfigurazione

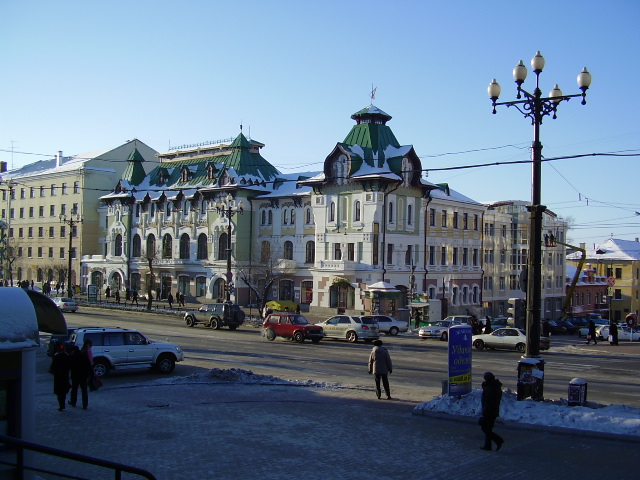
L'edificio del vecchio parlamento locale (duma)

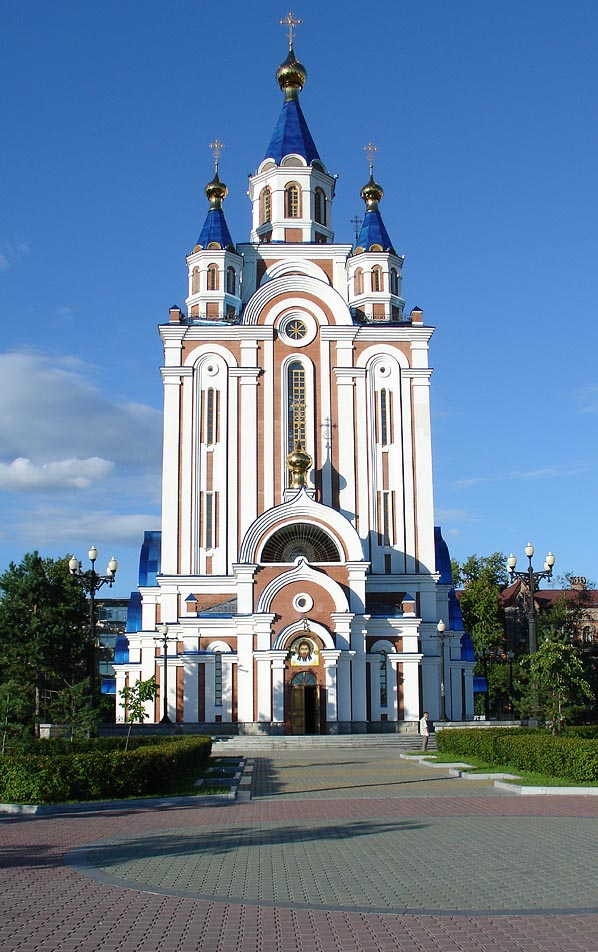
La cattedrale della Chiesa ortodossa russa

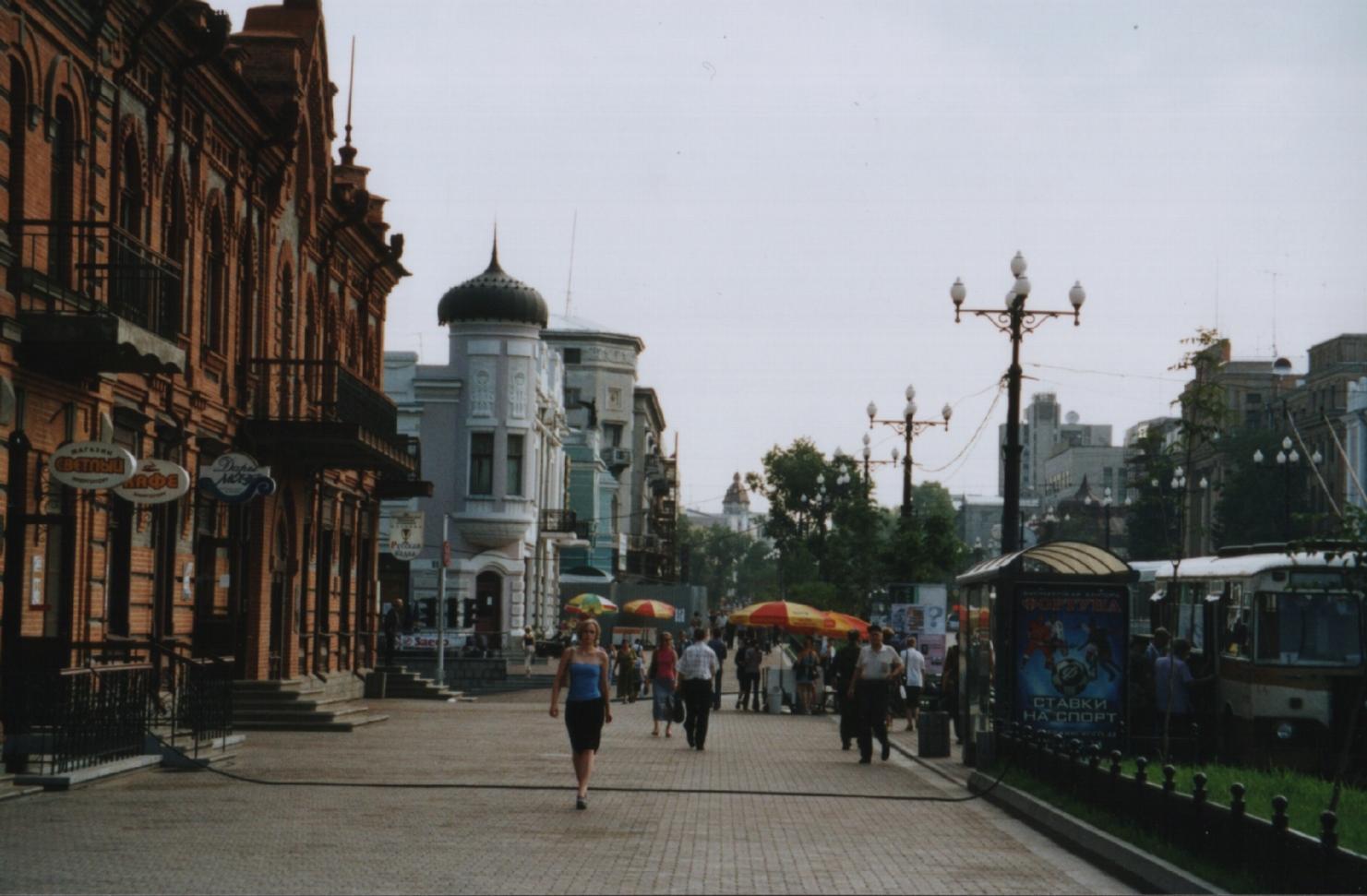
Il caratteristico centro storico della città

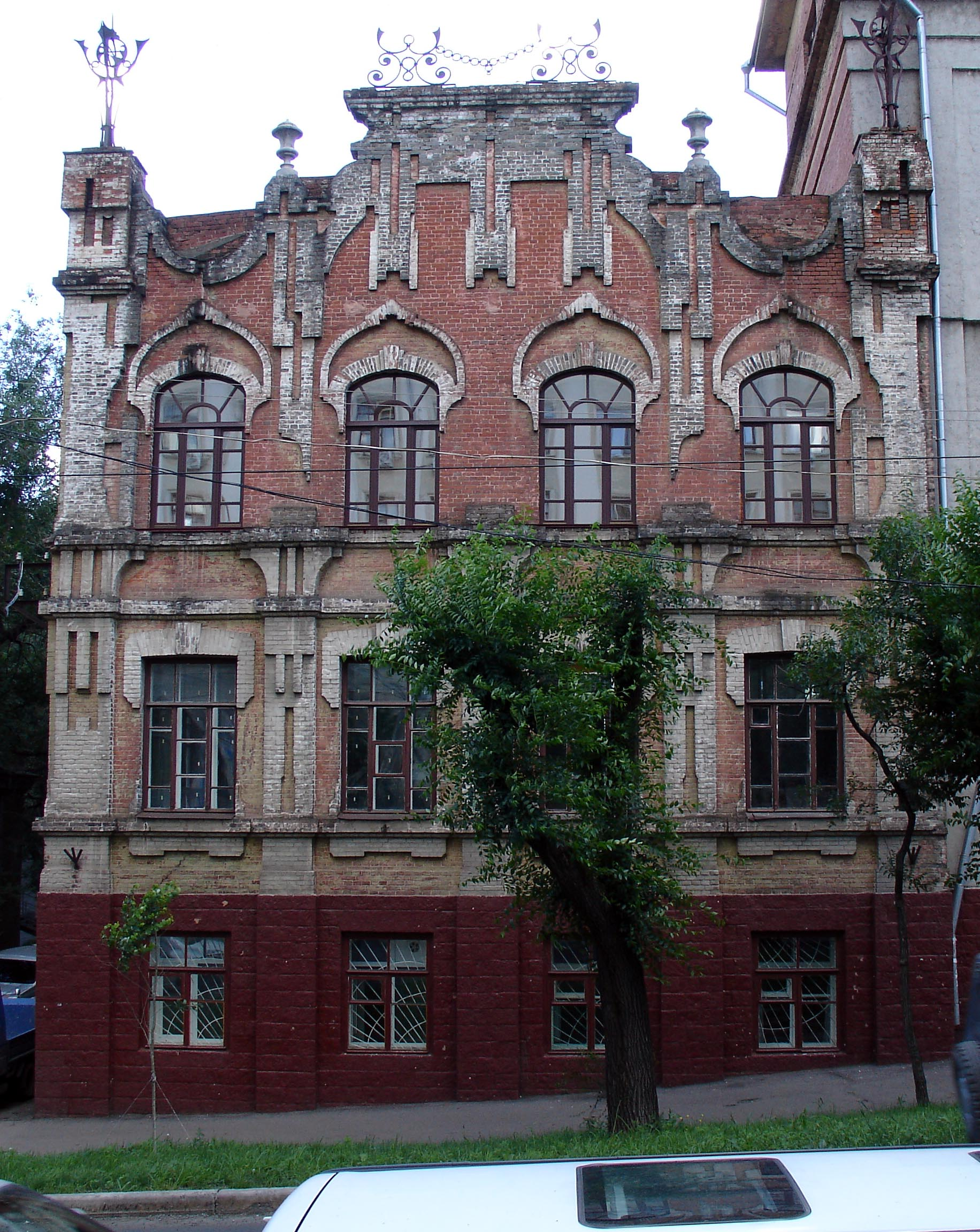
Un edificio storico del XIX secolo

Chabárovsk (in russo Хабáровск? , anche traslitterato come Habarovsk o Khabarovsk; in cinese 伯力, pinyin: Bóli) è una città della Russia estremo-orientale, capoluogo del territorio omonimo. È stata capoluogo del circondario federale dell'Estremo Oriente fino al 2018, sostituita da Vladivostok l'anno seguente.

## Geografia fisica

### Territorio
Chabarovsk sorge alla confluenza del fiume Amur con l'Ussuri. Sorge lungo la ferrovia Transiberiana a 8 523 km da Mosca e a 765 km da Vladivostok; in linea d'aria si trova a meno di 30 km dalla Cina.

### Clima
Fonte: WorldClimate.com
- Temperatura media annua: 1,4 °C
- Temperatura media del mese più freddo (gennaio): −21,8 °C
- Temperatura media del mese più caldo (luglio): 21,1 °C
- Precipitazioni medie annue: 613 mm

| Chabarovsk (1991-2020) Fonte: | Mesi         | Mesi         | Mesi         | Mesi         | Mesi        | Mesi        | Mesi        | Mesi        | Mesi        | Mesi         | Mesi         | Mesi         | Stagioni | Stagioni | Stagioni | Stagioni | Anno  |
| Chabarovsk (1991-2020) Fonte: | Gen          | Feb          | Mar          | Apr          | Mag         | Giu         | Lug         | Ago         | Set         | Ott          | Nov          | Dic          | Inv      | Pri      | Est      | Aut      | Anno  |
| ----------------------------- | ------------ | ------------ | ------------ | ------------ | ----------- | ----------- | ----------- | ----------- | ----------- | ------------ | ------------ | ------------ | -------- | -------- | -------- | -------- | ----- |
| T. max. media (°C)            | −14,9        | −9,9         | −1,0         | 10,5         | 19,2        | 23,8        | 26,8        | 24,9        | 19,7        | 10,6         | −2,8         | −13,6        | −12,8    | 9,6      | 25,2     | 9,2      | 7,8   |
| T. media (°C)                 | −19,2        | −14,9        | −5,9         | 4,8          | 12,9        | 18,0        | 21,4        | 19,9        | 14,1        | 5,4          | −6,9         | −17,4        | −17,2    | 3,9      | 19,8     | 4,2      | 2,7   |
| T. min. media (°C)            | −23,1        | −19,6        | −10,7        | −0,1         | 7,3         | 12,8        | 16,8        | 15,7        | 9,4         | 1,0          | −10,4        | −20,9        | −21,2    | −1,2     | 15,1     | 0,0      | −1,8  |
| T. max. assoluta (°C)         | 0,6 (2000)   | 6,3 (1960)   | 17,0 (1983)  | 28,6 (2008)  | 31,5 (2002) | 36,4 (2010) | 35,7 (1974) | 35,6 (1982) | 29,8 (2000) | 26,4 (2019)  | 15,5 (1990)  | 6,6 (1953)   | 6,6      | 31,5     | 36,4     | 29,8     | 36,4  |
| T. min. assoluta (°C)         | −40,0 (2011) | −35,1 (1977) | −28,9 (1981) | −15,1 (1963) | −3,1 (1955) | 2,2 (2003)  | 6,8 (1996)  | 4,9 (2005)  | −3,3 (1969) | −15,6 (1972) | −27,7 (2017) | −36,7 (1976) | −40,0    | −28,9    | 2,2      | −27,7    | −40,0 |
| Nuvolosità (okta al giorno)   | 4,6          | 4,4          | 5,3          | 6,5          | 7,0         | 6,9         | 7,2         | 6,9         | 5,9         | 5,7          | 4,9          | 4,5          | 4,5      | 6,3      | 7,0      | 5,5      | 5,8   |
| Precipitazioni (mm)           | 13           | 12           | 22           | 37           | 70          | 84          | 137         | 143         | 85          | 48           | 26           | 19           | 44       | 129      | 364      | 159      | 696   |
| Giorni di pioggia             | 0            | 0            | 1            | 10           | 16          | 15          | 15          | 17          | 15          | 11           | 2            | 0            | 0        | 27       | 47       | 28       | 102   |
| Nevicate (cm)                 | 14           | 16           | 12           | 1            | 0           | 0           | 0           | 0           | 0           | 1            | 5            | 10           | 40       | 13       | 0        | 6        | 59    |
| Giorni di neve                | 14           | 11           | 11           | 6            | 1           | 0           | 0           | 0           | 0,1         | 4,0          | 12,0         | 14,0         | 39,0     | 18,0     | 0,0      | 16,1     | 73,1  |
| Giorni di nebbia              | 1            | 1            | 1            | 1            | 2           | 2           | 3           | 4           | 4           | 1            | 1            | 0,2          | 2,2      | 4,0      | 9,0      | 6,0      | 21,2  |
| Umidità relativa media (%)    | 75           | 72           | 68           | 63           | 65          | 74          | 79          | 83          | 78          | 67           | 69           | 73           | 73,3     | 65,3     | 78,7     | 71,3     | 72,2  |
| Vento (direzione-m/s)         | SW 3,0       | SW 3,2       | SW 3,6       | SW 3,6       | NE 3,5      | NE 2,9      | NE 2,5      | SW 2,8      | SW 3,0      | SW 3,7       | SW 4,2       | SW 3,7       | 3,3      | 3,6      | 2,7      | 3,6      | 3,3   |

## Storia
La zona dove oggi sorge la città era, fin dal XII secolo, parte della Cina imperiale e l'insediamento presente veniva chiamato Bóli. Nel 1858 l'intera area venne ceduta ai russi in seguito al trattato di Aigun; i russi rinominarono l'insediamento cinese Chabarovsk, dal nome dell'esploratore Erofej Chabarov, e costruirono un fortino.
Questo piccolo insediamento si sviluppò rapidamente, venne dichiarato città nel 1880 e ai primi del XX secolo era uno dei principali centri dell'Estremo Oriente russo; un'ulteriore spinta allo sviluppo della città derivò anche dalla costruzione della Transiberiana. Chabarovsk fece parte del governo provvisorio del Priamur'e; nel 1926 diventò la capitale dell'Estremo Oriente sovietico, titolo che mantenne fino al 1938.
Oggi Chabarovsk rimane uno dei principali centri, insieme a Vladivostok, dell'Estremo Oriente russo. Capoluogo dell'immenso territorio omonimo, è un importante centro industriale, commerciale e culturale, vitalizzato dalla vicinanza geografica con Cina, Giappone e Corea del Sud.

## Società

### Evoluzione demografica
| 1897    | 1926    | 1939    | 1959    | 1970    | 1979    |
| ------- | ------- | ------- | ------- | ------- | ------- |
| 14 900  | 52 000  | 199 200 | 323 000 | 436 000 | 527 800 |
| 1982    | 1986    | 1989    | 1996    | 2002    | 2018    |
| 553 000 | 584 000 | 600 623 | 616 300 | 583 072 | 618 150 |

## Cultura
Parte del film Dersu Uzala - Il piccolo uomo delle grandi pianure di Akira Kurosawa è ambientata in questa città.
Un ritratto di questa città è presente nel libro di Tiziano Terzani Buonanotte, Signor Lenin.

## Sport
La città di Chabarovsk è sede di una squadra di hockey su ghiaccio, l'Amur Chabarovsk, iscritta alla Kontinental Hockey League, e di una squadra di calcio, l'SKA-Chabarovsk.

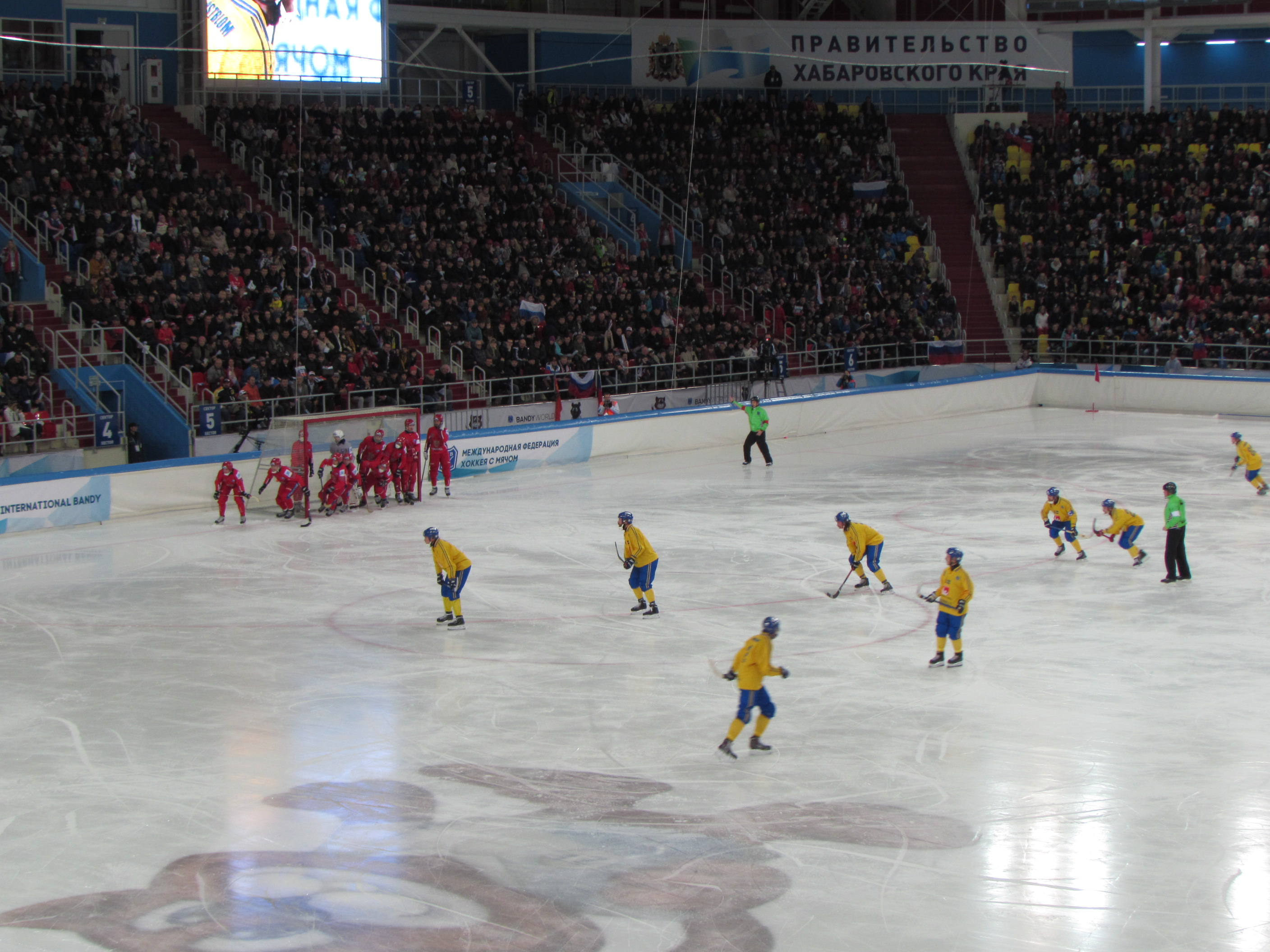
Bandy all'arena Erofej

## Infrastrutture e trasporti

### Ponti
Nei pressi della città si trova il ponte di Chabarovsk, o ponte sull'Amur, che attraversa l'omonimo fiume. È un ponte stradale e ferroviario costruito a partire dal 1991 per sostituire un precedente ponte del 1916 che, per la parte ferroviaria, fa parte della ferrovia Transiberiana.

### Aeroporti
La città di Chabarovsk è servita dall'aeroporto internazionale Novyj con i numerosi voli di linea passeggeri e cargo internazionali e nazionali che collegano Chabarovsk con la Siberia, la Russia europea, la Cina, il Giappone, la Corea del Sud e la Thailandia. Attualmente l'aeroporto di Chabarovsk è lo hub delle compagnie aeree russe Chabarovsk Airlines, SAT Airlines e Vladivostok Avia.

## Amministrazione

### Gemellaggi
- Niigata, dal 1965
- Portland, dal 1988
- Victoria, dal 1990
- Harbin, dal 1993
- Bucheon, dal 2002
- Sanya, dal 2011
- Chongjin, dal 2011